# Cuturella di Cropani
Cuturella di Cropani è una frazione del comune di Cropani in provincia di Catanzaro. Conta 409 abitanti e dista circa 10 km da Cropani.

## Generalità
Cuturella di Cropani è situata nei pressi del fiume Crocchio — fra Cropani, Andali e Cerva. Le sue origini risalgono al 1448; era nota anche col nome di S. Angelo. È rimasta isolata de facto dai centri abitati limitrofi fino alla seconda metà degli anni settanta, a causa dell'assenza di strade asfaltate di collegamento.
Nel centro storico si trova l'unica parrocchia del borgo, la Chiesa di San Michele Arcangelo, acquistata nei primi anni dell'Ottocento. L'altare laterale ospita la statua della Madonna del Rosario, realizzata negli anni cinquanta. Nel 1988 la parrocchia passa dalla Diocesi di Crotone a quella di Catanzaro-Squillace; in quello stesso anno venne restaurata, per iniziativa del nuovo parroco e grazie alle donazioni della cittadinanza.

## Feste e tradizioni
La festa di Santa Barbara, che si svolge la seconda domenica di settembre, è molto sentita dalla popolazione. Il mattino si inizia con la processione della Santa per le vie del paese; in serata si svolge un concerto con gruppi musicali e si conclude con uno spettacolo pirotecnico.
Però la festa principale è quella dell'8 maggio ed è dedicata al patrono San Michele Arcangelo. Dopo la processione per le vie del paese e i riti associati, in serata viene di norma organizzato un concerto con gruppi musicali e spettacoli di fuochi pirotecnici. Questa ricorrenza religiosa è "importante per la comunità; molto sentita e partecipata, la festa patronale rappresenta un momento forte della pietà popolare".

## Curiosità
Nel marzo 2010, in occasione delle elezioni regionali, tutti i 375 cittadini aventi diritto di voto hanno consegnato la propria tessera elettorale, astenendosi. Questa forma di protesta collettiva, organizzata tramite un comitato spontaneo, è scaturita per sensibilizzare la classe politica sulle precarie condizioni in cui versava la rete viaria. In generale, sotto accusa è l'abbandono istituzionale che sta portando a un graduale spopolamento dei piccoli borghi.